# Current Opinion in Nephrology and Hypertension
Current Opinion in Nephrology and Hypertension, abgekürzt Curr. Opin. Nephrol. Hypertens., ist eine wissenschaftliche Fachzeitschrift, die vom Lippincott Williams & Wilkins-Verlag veröffentlicht wird. Sie erscheint mit sechs Ausgaben im Jahr. Es werden Arbeiten veröffentlicht, die sich mit der Nephrologie und dem Bluthochdruck beschäftigen.
Der Impact Factor lag im Jahr 2014 bei 3,862. Nach der Statistik des ISI Web of Knowledge wird das Journal mit diesem Impact Factor in der Kategorie Urologie und Nephrologie an zehnter Stelle von 76 Zeitschriften und in der Kategorie periphere Gefäßkrankheit an 13. Stelle von 60 Zeitschriften geführt.